# Ajedrez aleatorio de Fischer
|       |       |       |       |       |       |       |       |       |  |
|       | a8 rd | b8 bd | c8 qd | d8 kd | e8 bd | f8 nd | g8 rd | h8 nd |  |
| a7 pd | b7 pd | c7 pd | d7 pd | e7 pd | f7 pd | g7 pd | h7 pd |       |  |
| a6    | b6    | c6    | d6    | e6    | f6    | g6    | h6    |       |  |
| a5    | b5    | c5    | d5    | e5    | f5    | g5    | h5    |       |  |
| a4    | b4    | c4    | d4    | e4    | f4    | g4    | h4    |       |  |
| a3    | b3    | c3    | d3    | e3    | f3    | g3    | h3    |       |  |
| a2 pl | b2 pl | c2 pl | d2 pl | e2 pl | f2 pl | g2 pl | h2 pl |       |  |
| a1 rl | b1 bl | c1 ql | d1 kl | e1 bl | f1 nl | g1 rl | h1 nl |       |  |
|       |       |       |       |       |       |       |       |       |  |

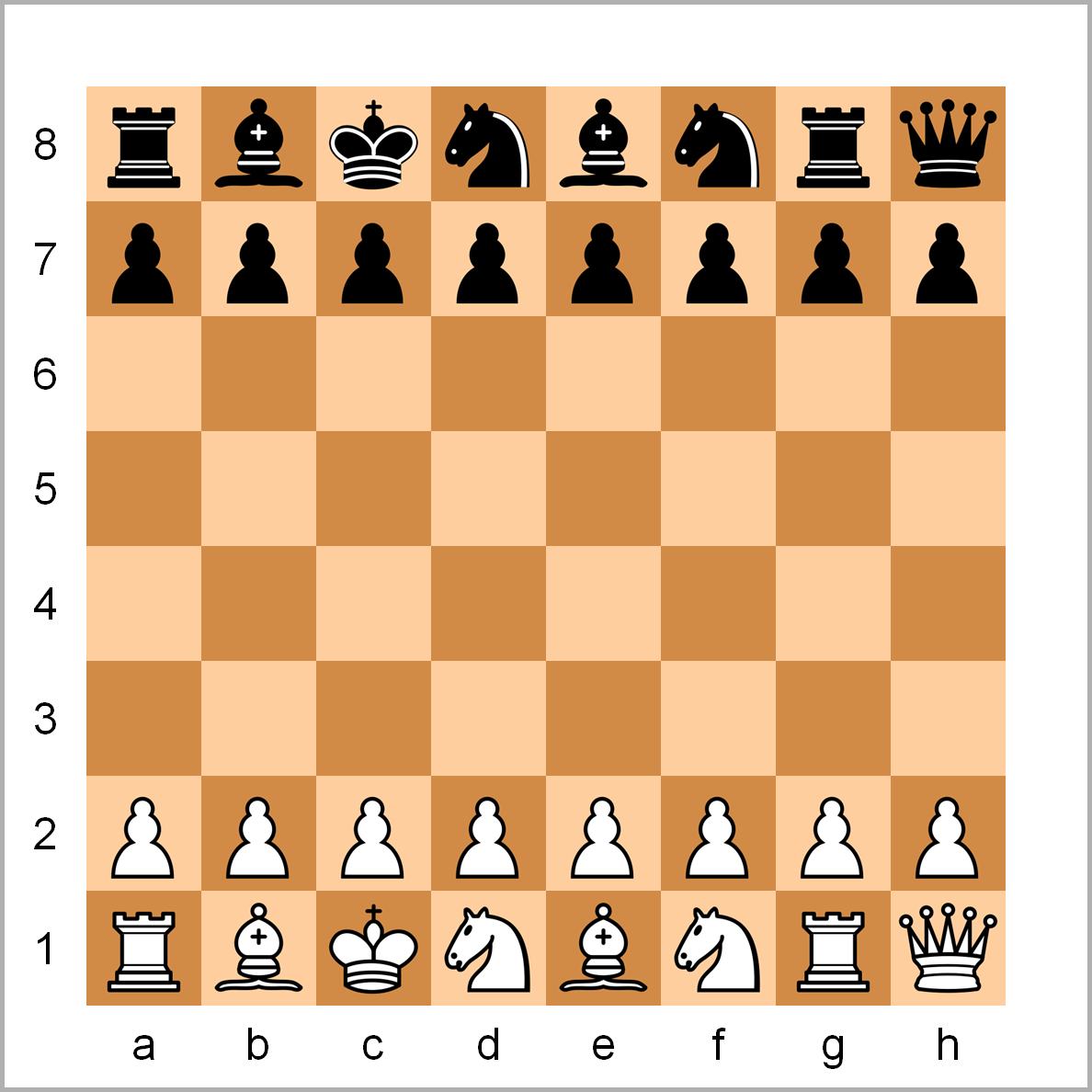
Ajedrez960 ejemplo de posición inicial (del libro de Gligoric, cap. Fischerandom Rules, p. 87). Usando los iconos de ajedrez creados por user:Cburnett

El ajedrez aleatorio de Fischer, también llamado ajedrez 960 (por el número de posiciones iniciales), o en inglés, Fischer Random Chess, Chess 960, Fischerandom chess, FR chess o FRC es una variante del ajedrez propuesta por Bobby Fischer en 1996.
Esta variante mantiene las reglas, en particular las del enroque, y exige a los jugadores más creatividad y talento que capacidad para memorizar y analizar aperturas predeterminadas, ya que se altera la disposición inicial de las piezas al azar, aunque con ciertas restricciones, en especial para el rey y las torres, con la intención de permitir los enroques.

## Historia
Bobby Fischer presentó su ajedrez aleatorio el 19 de junio de 1996 en Buenos Aires, Argentina, y anunció un primer encuentro entre el filipino Eugene Torre y el argentino Pablo Ricardi para el 12 de julio siguiente en La Plata, pero la víspera de ese día realizó diversas denuncias y críticas y se enfrentó con los organizadores, lo que llevó a la cancelación del evento.
El primer torneo de esta modalidad se realizó en Yugoslavia en 1996, y lo ganó Péter Lékó. En agosto de 2006, Aleksandra Kosteniuk se convirtió en la primera campeona mundial femenina.
En 2019 se realizó el primer campeonato mundial de ajedrez aleatorio de Fischer avalado por la FIDE, que ganó Wesley So tras derrotar a Magnus Carlsen en la final disputada en Noruega.

## Posición inicial
La posición inicial para el ajedrez aleatorio de Fischer debe seguir las siguientes reglas:
- Los peones deben colocarse en las posiciones habituales del ajedrez clásico.
- Todas las demás piezas son colocadas en la primera fila de cada bando, pero siempre en una posición opuesta a su similar del otro color. Por ejemplo si el rey blanco es colocado en b1 entonces el rey negro debe colocarse en b8 y así sucesivamente.
- El rey debe ser colocado entre las dos torres (por lo tanto, nunca podrá estar en la columna a ni en la h).
- Los dos alfiles de cada bando deben ser colocados en casillas de diferente color.

Existen muchos procedimientos para crear la posición inicial; Hans L. Bodlaender propuso el siguiente método, utilizando un dado de seis caras:
1. Tire el dado, y ponga el alfil de casillas negras en la casilla negra indicada por el dado, contando desde la izquierda. De esta manera, 1 indica la primera casilla negra desde la izquierda (a1), 2 indica la segunda casilla negra desde la izquierda (c1), 3 indica la tercera (e1), y 4 indica la cuarta (g1). Como no existe una quinta o sexta casilla negra, si sale 5 o 6 vuelva a tirar el dado.
2. Tire el dado, y ponga el alfil de casillas blancas en la casilla blanca indicada (1 indica b1, 2 indica d1, y así). Si sale 5 o 6 vuelva a tirar el dado.
3. Tire el dado, y ubique la dama en la primera posición vacía indicada (siempre saltando las posiciones ocupadas). De esta manera, 1 ubica a la dama en la primera posición vacía (la más a la izquierda); mientras que 6 la ubica en la sexta posición vacía (la que está más a la derecha).
4. Tire el dado, y ubique un caballo en la posición vacía indicada. Como solo hay 5 casillas libres si sale 6 vuelva a tirar el dado.
5. Tire el dado, y ubique un caballo en la posición vacía indicada. Si sale 5 o 6 vuelva a tirar el dado.
6. Ubique una torre blanca en la primera de las tres casillas vacías, el rey blanco en la segunda, y la torre blanca restante en la tercera. Nunca quedarán las dos torres a un mismo lado del rey.
7. Ubique los peones blancos y negros en sus casilleros habituales, y ubique las piezas negras exactamente en espejo respecto a las blancas (así la Negras tendrán en a8 exactamente el mismo tipo de pieza que las Blancas tienen en a1).

Este procedimiento genera cualquiera de las 960 posiciones iniciales posibles e induce una manera sencilla de contar todas las posibles combinaciones.

### Cálculo del número de posiciones iniciales
Consideramos el procedimiento anterior para obtener una secuencia aleatoria válida de las 8 piezas.
Cada alfil puede tomar una de 4 posiciones; después, la dama, una de las 6 restantes, y seguidamente los dos caballos pueden tomar 5 y 4 posiciones posibles, respectivamente. Tras los caballos sólo queda una única posibilidad para las tres posiciones libres restantes, que es el trío <torre, rey, torre>. Esto significa que hay 4×4×6×5×4×1 = 1920 posiciones posibles si los caballos fuesen de alguna manera diferentes. Sin embargo, son idénticos, esto es, son intercambiables entre sí sin variación resultante. Si cada caballo estuviera enumerado (<1> y <2>), para cada combinación ordenada de las 8 piezas habría dos posibles copias: la que contiene la secuencia de caballos <1,2> y la que contiene la secuencia <2,1>. Así, para obtener el número de combinaciones diferentes bastaría con tomar el total de combinaciones antes obtenido, en que se diferencian un caballo y otro, y dividirlo entre 2: 1920/2 = 960 es el número de posiciones iniciales diferenciables.
Una manera alternativa menos sencilla de calcularlo es la siguiente. Consideraremos todas las posibles secuencias formadas por las 8 piezas como si todas fueran diferentes, y luego dividiremos esa cantidad, reduciendo casos, de manera análoga a como se ha considerado el caso de los caballos en el procedimiento anterior.
Si todas las piezas son diferentes, es decir, si "caballo 1" se diferencia de "caballo 2", etcétera, y si todas las piezas pueden ocupar todas las posiciones, es decir, el rey puede estar en los extremos y los alfiles pueden ocupar casillas del mismo color, se obtienen 8! = 40.320 posibles secuencias.
Vamos a reducir el caso de los caballos. Dada una secuencia ordenada cualquiera, de ella habrá dos copias: la que contiene el par de caballos <1,2> y la que contiene el par <2,1>. De esta manera, para cada secuencia completa habrá dos copias, que consideramos equivalentes y de las que nos bastará tomar una. Así, para reducir el caso de los caballos, dividiremos 8! entre 2.
Consideremos ahora las torres en conjunto con el rey, dado que el rey debe estar ubicado entre las dos torres. Llamemos "1" a la "torre 1", "2" al rey y "3" a la "torre 2". De estos tres elementos, salen seis posibles secuencias ordenadas: <1,2,3>, <1,3,2>, <2,1,3>, <2,3,1>, <3,1,2> y <3,2,1>. De éstas, sólo nos interesan aquellas en las que el rey está en medio, es decir, <1,2,3> y <3,2,1>. Pero estas dos son equivalentes si las torres son intercambiables, por lo que de las seis posibles secuencias sólo tomaremos una. De manera análoga al caso de los caballos, para cada secuencia de las 8 piezas, habrá seis copias en las que tres elementos dados sean el trío de torres y rey, y de las que sólo tomaremos una. Así, para reducir el caso de torres y rey dividiremos el total 8! entre 6.
Para la reina, como sólo hay una, no hay que reducir nada.
El caso de los alfiles es un poco más complejo. Si cada alfil puede tomar cualquier posición, y son diferentes el uno del otro (alfil 1 y alfil 2), se tienen 8×7 = 56 ubicaciones posibles para los alfiles. Pero vamos a colocar un alfil solamente en cualquiera de los escaques negros, y el otro solamente en cualquiera de los escaques blancos. Como vamos a querer que sean intercambiables vamos a asignar arbitrariamente el alfil 1 a los escaques negros y el alfil 2 a los blancos. De esta manera salen 4×4 = 16 posibilidades diferentes. Si quisiéramos contar con los alfiles diferenciados, saldrían 32 posibilidades (asignando el alfil 2 a los escaques negros y el alfil 1 a los blancos y añadiendo estos casos en la cuenta). Así, de las 56 posibilidades iniciales para los alfiles sólo nos interesan 16, lo que es 2/7 de 56. Así, para reducir el caso de los alfiles dividiríamos el total de secuencias entre 7/2.
Aplicando todas las reducciones al total de secuencias, resulta:
8×7×6×5×4×3×2×1 / (2×6×(7/2)) = 8×5×4×3×2 = 960.

## Reglas
Una vez establecida la posición inicial, las reglas del juego son iguales a las del ajedrez estándar. Cada pieza y cada peón mantienen sus movimientos normales; y el objetivo de cada jugador sigue siendo dar jaque mate al rey del oponente.
Reglas para el enroque
El ajedrez aleatorio de Fischer permite a cada jugador enrocar una única vez durante el juego, moviendo tanto el rey como la torre en una misma jugada. El ajedrez estándar presume ubicaciones para las torres y el rey que a menudo no son válidas en el ajedrez aleatorio de Fischer; por tanto es necesario reinterpretar las reglas del enroque.
Después del enroque, las posiciones finales de la torre y el rey son exactamente las mismas que tendrían en el ajedrez estándar.
De esta manera, después de un enroque largo, conocido también como enroque del 'lado a', o enroque a 'c', o enroque del 'lado de la dama' (anotado como O-O-O); el rey se encuentra en 'c' (c1 para las Blancas y c8 para las Negras) y la torre del 'lado a' está en 'd' (d1 para las Blancas y d8 para las Negras). Después de un enroque corto, conocido también como enroque del 'lado h', o enroque a 'g', o enroque del 'lado del rey' (anotado como O-O); el rey se encuentra en 'g' y la torre del 'lado h' está en 'f'.
Se recomienda que cada jugador anuncie su intención de enrocar antes de proceder con el enroque, para eliminar posibles malentendidos.
Como extensión a las reglas estándar, el enroque puede ocurrir solo bajo las siguientes condiciones:
1. No se movieron: Tanto el rey como la torre no se movieron de sus posiciones de inicio.
2. No es atacado: Ninguna casilla entre la posición inicial y la posición final del rey (incluyendo a la inicial y a la final) puede verse atacada por una pieza oponente.
3. Vacantes: Todas las casillas entre la posición inicial y la posición final del rey (incluyendo la casilla final), y todas las casillas entre la posición inicial y la posición final de la torre (incluyendo la casilla final), deben estar vacantes excepto por el rey y la torre que enrocan. Otra manera de decir esto es que el pequeño intervalo que contiene al rey, la torre y sus casillas destino no contienen más piezas que dicho rey y dicha torre.

Estas reglas tienen las siguientes consecuencias:
- Si la posición inicial resulta ser la posición inicial del ajedrez estándar, estas reglas de enroque tendrán exactamente el mismo efecto que las reglas del enroque del ajedrez estándar.
- Todas las casillas entre el rey y la torre que enrocan, deben encontrarse vacantes.
- Durante el enroque no se puede capturar pieza alguna.
- El rey y la torre enrocante no pueden 'saltar' sobre otra pieza.
- Un jugador puede enrocar una única vez durante el juego.
- Si un jugador mueve su rey o ambas torres de su posición inicial, no podrá enrocar durante el resto del juego.
- Con algunas Posiciones Iniciales, al enrocar, pueden permanecer ocupadas algunas casillas que en ajedrez estándar necesariamente tenían que estar vacantes. Por ejemplo, después de un 'enroque al lado a' (O-O-O), es posible que 'a', 'b', o 'e' estén ocupadas, y después de un 'enroque al lado h' (O-O), es posible que 'e' o 'h' estén ocupadas.
- Con algunas posiciones iniciales, el rey o la torre (pero no ambos) no se mueven durante el enroque.
- El rey no puede estar en jaque antes ni después del enroque.
- El rey no puede pasar por una casilla amenazada (jaque).

Cómo enrocar
- Cuando enroque sobre un tablero físico, frente a un oponente humano, se recomienda que mueva su rey fuera del tablero, pero muy cerca de su posición final, mueva entonces la torre de su posición inicial a su posición final, y ponga finalmente al rey en la casilla final. Es una regla fácil de seguir, y le asegura que el movimiento nunca será ambiguo.
Eric van Reem sugiere que estas son formas aceptables de enrocar:
- Si solo necesita mover la torre (saltando sobre el rey), puede mover solo la torre.
- Si solo necesita mover el rey (saltando sobre la torre que enroca), puede mover solo el rey.
- Puede levantar ambos, el rey y la torre (en cualquier orden), para entonces ubicarlos en sus casillas finales (a esta forma de enroque se lo llama 'transposición').
- Puede mover primero el rey hasta su casilla final y mover luego la torre hasta su casilla final como un segundo movimiento separado, en cualquier orden (a esta forma de enroque se lo llama 'doble-movimiento'). Obviamente, si la torre está en la casilla que ocupará el rey, el jugador necesita mover primero la torre, y si el rey está en la casilla que ocupará la torre, el jugador necesita mover primero el rey.

Particularmente para los jugadores nuevos en 'Ajedrez aleatorio de Fischer' tiene sentido anunciar un enroque para evitar así malentendidos. 
- Cuando enroque utilizando una interfaz de computadora, el programa debería tener bien diferenciados el "enroque al lado a" (O-O-O) del "enroque al lado h" (O-O) (ej., como botones o ítems de un menú). Idealmente, los programas deberían ser capaces de detectar aquellos movimientos del rey o la torre que no podrían ser otros que movimientos de enroque, y considerarlos como tales. Movimientos a interpretar como enroque serían: el rey moviéndose dos o más casillas hasta su casilla destino del enroque; o si no, el rey ubicándose sobre la torre involucrada en el enroque, evitando así posibles confusiones con sus movimientos normales.
- Cuando se utilice un tablero electrónico, para enrocar debe quitar el rey, quitar la torre involucrada, colocar la torre en su nueva posición, y entonces colocar el rey en su nueva posición. Esto creará un movimiento NO ambiguo para tableros electrónicos, que habitualmente solo tienen sensores que detectan la presencia o ausencia de un objeto en cada casilla (y no pueden decir de qué objeto se trata). Idealmente, los tableros electrónicos deberían detectar los movimientos del rey o la torre que identificaran al enroque, pero los usuarios no deben contar con ello.
Ambigüedades del enroque
Desafortunadamente, muchas de las reglas del enroque que se han publicado son ambiguas. Por ejemplo, las reglas primero publicadas por Eric van Reem y chessvariants.org, literalmente, no 'especifican' que debe haber casillas vacantes entre el rey y su casilla destino, exceptuando a aquella casilla ocupada por la torre involucrada. Como resultado, para algunos, esas reglas parecían permitir que el rey saltase sobre otras piezas.
Durante 2003, David A. Wheeler se contactó con muchos jugadores del "Ajedrez aleatorio de Fischer" para determinar las reglas exactas del enroque, incluyendo a Eric van Reem, Hans-Walter Schmitt, y R. Scharnagl. Todos acordaron que todas las casillas entre el rey y su casilla destino deben estar vacantes, exceptuando aquella casilla ocupada por la torre involucrada, aclarando así las reglas del enroque.
FIDE
La FIDE, en la revisión de 2008 de las Leyes del Ajedrez, incluyó un apéndice dedicado en su integridad a las normas por las que se deben regir las partidas disputadas bajo esta modalidad.